# Költészet
A költészet, görögösen–latinosan poézis az irodalomnak művészeti ága, másképp: az a művészet, melynek közege az emberi beszéd. A költészet tehát mint az emberi lélek művészi tevékenysége, egyrészt a művészetek közé tartozik, másrészt mint irodalmi munkásság, az ember beszédművei közé, s reá nézve részint a művészetek általános törvényei, részint az irodalmi művek törvényei érvényesek. A költészet törvényeit tudományos rendszerességgel a költészettan (poétika) tárgyalja.

## Jellemzői
A költészetet a beszéd egyéb alkalmazásaitól, illetőleg az irodalom egyéb ágaitól (társalság, levél, szónoklat, tudomány stb.) az különbözteti meg, hogy a költészet termékei műalkotások, amelyeknek kizárólag művészeti feladatuk van, semmiféle elméleti vagy gyakorlati célra nem szolgálnak, hanem tisztán a művészeti érdek, a szépnek, a tetszésnek, a gyönyörködtetésnek érdeke uralkodik benne; a költeménynek nincs közvetlen gyakorlati rendeltetése, hanem közvetlen és főfeladata, hogy gyönyörködtessen. Ebben a célban minden művészettel megegyezik. Megegyezik abban is, hogy a gyönyörködtetést elsősorban az ember valójának jellemző és eleven ábrázolásával éri el; azzal gyönyörködteti a lelket, hogy mintegy tükröt tart eléje, melyben a lélek a maga örök vonásait élénken kidomborítva és intenzív világításban ismeri fel. Minden művészetben az emberi elem érdekel bennünket és a költészet is „az emberi szív eleven és szabatos rajza” (Gyulai Pál). Egyezik abban is minden művészettel, hogy elsősorban az emberi lélek érzelmi oldalát fejezi ki, érzelmekkel foglalkozik és érzelmeket költ. Tükrözi pedig, ábrázolja az ember valóját épp úgy, mint minden művészet, nemcsak elvontan, fogalmilag értekezik róla, mint a tudomány. A költészet mintegy szemléletünk elé állítja, érzékelteti az emberi lelket, minden ábrázolásánál a valóság látszatát költi, szinte érzéki hatást tesz. De egyezik a művészetekkel abban is, hogy bármennyire valószínű is ábrázolása, a lényegességtől, a nyers valóságtól mindig különbözik, bizonyos fokú eszményítés mindig van benne, a valóságot csak tükrözi, de nem másolja, tükrözi pedig jellemző vonásainak erősebb kitüntetésével, a lényegtelen vagy szükségtelen vonások kirekesztésével. Az eszményítésben a valóság elemeiből egy új világot alkot a költő, mely hasonlít a valósághoz, de a művész gondolatát fejezi ki, a ténylegességtől független. Az alkotás műveletének, az eszményítő ábrázolásnak eszköze a képzelet, épp úgy, mint minden művészetben. Az a lelkiállapot, amelyben a képzelet a valóságot úgy látja, hogy az egy eszmét fejezzen ki, s e végből bizonyos vonásokat kiküszöböl, másokat erősebben kiemel, de az egészet mint a valóság hű képét tünteti fel: az illúzió. Illúzióban nemcsak a költő van, mikor alkot, hanem az olvasó is, mikor a művet élvezi.
Különbözik azonban a költészet a többi művészetektől először abban, hogy közege valamennyiénél szellemibb, tehát közegének közvetlen érzéki hatása sokkal kisebb. A beszédnek, mellyel él, van ugyan érzéki eleme is: a hang; de a szók hangja jelentésükkel nagyon esetleges és konvencionális viszonyban van, a hallott hang nem költi okvetetlenül az illető képzetet, csak azok agyában, kik értik az illető nyelvet, ugyanazért minden művészet egyetemesebb közönségre számíthat, mint a költészet, mely viszont legnemzetibb; a szavak hangja nem játszik elsőrangú szerepet a gyönyörködtetésben, a szép benyomásának előidézésében, bár a költői beszédben, mint a szép műben ez is igyekszik lehetőleg megszépülni s ritmusos, rímes alakokká kristályosodni; de a beszédnek szellemi része az, ami művészi közegül szolgál. A beszédben lerakott képzetek, fogalmak, érzelmi momentumok a költő igazi színei, melyekkel az emberi lélek rejtelmeit festi. A nehézség a költői alkotásban és az illúzió előidézésében az, hogy itt lényegileg szellemi eszközökkel kell amaz – úgyszólván – érzéki benyomást kelteni, gondolatokkal festeni érzelmeket; igen nehéz pedig egy bonyolult s még a költő előtt is gyakran homályos érzelmi állapotot az öntudatos gondolatok kifejezésére szolgáló beszéddel érzékeltetni. Azért nem is versenyezhet a költészet a zenével az érzelmek legmélyebb rejtekeinek kifejezésében; de világosabban, motiváltabban tudja kifejezni azokat az érzelmeket, melyek tudatnak, vagy a tudathoz közelebb állanak. E körben a költészet az első hely, és – Kölcsey szerint – a költészet „a gondolattá érlelt érzeménynek” kifejezése. De a költő alkalmas képzeteket és gondolatokat úgy tud mégis nagyítani, hogy asszociációik és érzelmi kíséretük összetétele az ő lelkét betöltő hangulatot ébreszti. A költő ily módon rendszerint finom és szavakkal különben elemezhetetlen hangulatot tud ébreszteni, a képzőművészetekkel szemben hátrább áll a költészet a szemléletesség tekintetében, s azt a hangulatot, amit a képzőművészetek szemléltetésükkel ébresztenek, a költő más úton igyekszik elérni. Legsajátosabb eszközei, amire más művészetekben nem lehet mód, a gondolatok, az értelmi működés szabatos és határozott termékei, melyek által közvetlen a lelki gépezet belsejében dolgozik. A költői művészet alkotásai a költemények; az alkotó művész pedig a költő. Ami a költői «adományt» illeti, az nem valamely külön lelki tehetség, mellyel csak némely kiválasztottak bírnak; ellenkezőleg, bizonyos mértékig mindenki költő s a művet élvező olvasónak lelkiállapota természetes rokonságban van az alkotó lelkiállapottal, melyben a mű keletkezett. A költő lelke csak bizonyos kvantitatív különbségeket mutat más emberekétől: ilyenek nagyfokú hangolhatóság, fejlett kedélyélet, az alkotó fantázia önkénytelen és gyors működése, amellyel a hangulatot szavakba kifejezhető képzetekké dolgozza fel, az illúzióban gondolkodás.
| Nemes Nagy Ágnes A költő? Ha rosszat írok, mit tegyek? Más ember alhat, jót ehet, lehet bohém, vagy nemzeti, s ha nem, hát elmegy nemzeni. – |

A költészet mint általában a művészet, egyike az emberi szellem legősibb tevékenységének; mint irodalmi ág, régibb a prózánál. Eredetileg a zenével közösen alkotott egy művészetet, az éneket; idővel elváltak egymástól (legkésőbb a líra vált el a zenétől), de a költészet az ősi közösség emlékéül bizonyos zeneiséget megőrzött: ez a versforma. Bizonyos tradíciói már a kultúra kezdetleges fokain kifejlődtek, s mielőtt az irodalom megalakulhatott volna, a költészet külön testületek, a dalosok kezében többé-kevésbé jelentékeny fejlődést ért el (legnagyobbat a görögöknél). Fejlődése nemzetenként más-más viszonyok közt folyt, de a népköltészet közt is s még inkább az irodalmi költészetek közt mindig megvolt s később mind jobban fejlett az összeköttetés, s egyes népek és egyes korszakok költészete állandó világirodalmi befolyással van a későbbi korok, illetőleg más népek költészetére.

## Műfajai
A legáltalánosabb felosztás szerint a költészetnek három nagy ága, műneme van, amely ismét számos főbb és alsóbb fajokra oszlik (műfajok):
| Műnemek → | Epika | Líra | Dráma                                                                  |
| --------- | --- | --- | ---------------------------------------------------------------------- |
| Műfajok → | - eposz - mítosz - monda (rege) - legenda - mese - elbeszélő költemény - románc - ballada - novella - regény - rajz - genrekép | - népdal - műdal - elégia - óda - himnusz - dithürambosz - rapszódia - reflexiós költemény - epigramma - gnóma - állatmese - paramithia - példabeszéd (parabola) - allegória - szatíra - tanítóköltemény | - tragédia - komédia - opera - operett - népszínmű - bohózat - életkép |

## A költészet története
Feltehetően a költészet volt az irodalom legkorábbi formája: az egyes kultúrákban ma is jelentős szerepük van a nemzedékről nemzedékre szájhagyomány útján öröklődő mítoszoknak, genealógiáknak, jogi vagy erkölcsi útmutatást adó szabálygyűjteményeknek, melyek a megjegyzésüket segítendő, verses formában álltak össze. A legkorábbi fennmaradt költői emlékek a sumer Gilgames-eposz (i. e. 2500 körül), az óind Rigvéda, a Biblia egyes részei és Homérosz művei, az Iliasz és az Odüsszeia.